# Yeh Ling-Chih
Yeh Ling-chih (parfois prénommée "Karen"), née le 12 avril 1949 à Ningbo, est une actrice hongkongaise ayant joué dans une vingtaine de films pour le cinéma hongkongais en mandarin et dans le cadre d'une prestigieuse coproduction internationale. 

## Filmographie partielle
- 1972 : Les 14 Amazones : Yang Chiu-mei, fille de la Grande Dame[2]
- 1973 : The House of 72 Tenants
- 1974 : La Brute, le Colt et le Karaté (Là dove non batte il sole) d'Antonio Margheriti
- 1974 : Sex, Love and Hate
- 1974 : The Teahouse
- 1975 : Big Brother Cheng